# Reforma ortográfica da língua inglesa
Durante séculos, houve um movimento para reformar a ortografia do inglês.  Ele procura alterar a ortografia em inglês para que seja mais consistente, combine melhor a pronúncia e siga o princípio alfabético.
Motivos comuns para a reforma ortográfica incluem aprendizado mais rápido e mais barato, tornando o inglês mais útil para a comunicação internacional.
As propostas de reforma variam em termos da profundidade das mudanças linguísticas e das maneiras pelas quais elas são implementadas.  Em termos de sistemas de escrita, a maioria das propostas de reforma ortográfica é moderada; eles usam o tradicional alfabeto inglês, tentam manter as formas habituais de palavras e tentam manter convenções comuns (como Silent <i>e</i> ou Magic e).  Propostas mais radicais envolvem adicionar ou remover letras ou símbolos, ou até mesmo criar novos alfabetos.  Alguns reformadores preferem uma mudança gradual implementada em etapas, enquanto outros favorecem uma reforma imediata e total para todos.
Algumas propostas de reforma ortográfica foram adotadas parcial ou temporariamente.  Muitas das grafias preferidas de Noah Webster tornaram-se padrão nos Estados Unidos, mas não foram adotadas em outros lugares (veja diferenças de ortografia em inglês americano e britânico).  A proposta de Harry Lindgren, SR1, foi, por um tempo, popular na Austrália.
A reforma ortográfica raramente atraiu amplo apoio público, e às vezes encontrou resistência organizada.
Existem argumentos linguísticos contra e para a reforma, por exemplo, que as origens das palavras podem ser obscurecidas ou, ao contrário, que a ortografia atual obscurece muito.  Outro argumento é que o custo da mudança no atacado seria grande.  No entanto, muitos textos estão em computadores e podem ser facilmente transcodificados para servir leitores novos e antigos.

## História
A ortografia inglesa moderna desenvolveu-se a partir de 1350 DC, quando - após três séculos de domínio normando francês - o inglês tornou-se gradualmente a língua oficial da Inglaterra, embora muito diferente de antes de 1066, tendo incorporado muitas palavras de origem francesa (battle, beef, button etc). Os primeiros escritores deste novo inglês, como Geoffrey Chaucer , deram-lhe um sistema de escrita razoavelmente consistente, mas isto foi logo diluído pelos funcionários da Chancelaria que reescreviam palavras baseadas na ortografia francesa. A consistência ortográfica inglesa foi mais um golpe quando William Caxton trouxe a impressora para Londres em 1476.  Tendo vivido na Europa continental nos últimos 30 anos, sua compreensão do sistema ortográfico inglês tornou-se incerta.  Os assistentes belgas que ele trouxe para ajudá-lo a montar seus negócios tiveram um controle ainda pior.  
À medida que a impressão se desenvolveu, os impressores começaram a desenvolver preferências individuais ou "manual de redação".  Além disso, os tipógrafos eram pagos pela linha e gostavam de tornar as palavras mais longas. No entanto, a maior mudança na consistência da ortografia inglesa ocorreu entre 1525, quando William Tyndale traduziu pela primeira vez o Novo Testamento e 1539, quando o rei Henrique VIII legalizou a impressão de Bíblias em inglês na Inglaterra.  As muitas edições dessas Bíblias foram todas impressas fora da Inglaterra por pessoas que falavam pouco ou nenhum inglês.  Eles frequentemente mudavam a grafia para combinar com a ortografia holandesa.  Exemplos incluem o silencioso h in ghost (para combinar com o gheest holandês, que mais tarde se tornou geest ), aghast (espantado), ghastly (pavoroso) e gherkin (maxixe).  O h silencioso em outras palavras, tais como ghospel, ghossip e ghizzard, foi removido mais tarde.
Houve dois períodos em que a reforma ortográfica da língua inglesa atraiu um interesse particular.

### Séculos XVI e XVII
O primeiro desses períodos foi de meados do século XVI a meados do século XVII, quando várias publicações descrevendo propostas de reforma foram publicadas.  Algumas dessas propostas foram:
- De recta et emendata linguæ angliæ scriptione (On the Rectified and Amended Written English Language) [4] em 1568 por Thomas Smith, Secretário de Estado para Edward VI e Elizabeth I.
- An Orthographie em 1569 por John Hart, Chester Herald.
- Booke at Large for the Amendment of English Orthographie em 1580 por William Bullokar.
- Logonomia Anglica em 1621 pelo Dr. Alexander Gill, diretor da St Paul's School em Londres.
- English Grammar em 1634 por Charles Butler, vigário de Wootton St Lawrence.[5]

Em geral, essas propostas não atraíram considerações sérias porque eram muito radicais ou se baseavam em uma compreensão insuficiente da fonologia do inglês.  No entanto, propostas mais conservadoras foram mais bem sucedidas. James Howell em sua Grammar de 1662 recomendou pequenas mudanças de ortografia, como alterar logique para logic, warre para war, sinne para sin, toune para town e tru para true.  Muitas dessas grafias estão agora em uso geral.
A partir do século XVI DC, os escritores ingleses que eram eruditos da literatura grega e latina tentaram ligar as palavras inglesas às suas contrapartes greco-latinas.  Eles fizeram isso adicionando letras silenciosas para tornar os links reais ou imaginários mais óbvios.  Assim det tornou-se a debt (deriva-se do latim debitum), dout tornou-se doubt (deriva-se do latim dubitare), sissors tornou-se scissors e sithe tornou-se scythe (como eles foram erroneamente pensado para vir do latim scindere), iland se tornou island (como pensava-se erroneamente que viria do latim insula), ake tornou-se ache (como erroneamente pensava vir do grego akhos), e assim por diante.
William Shakespeare satirizou a disparidade entre a ortografia e a pronúncia inglesas.  Em sua peça Love's Labour's Lost, o personagem Holofernes é "um pedante " que insiste que a pronúncia deve mudar para combinar a ortografia, ao invés de simplesmente mudar a ortografia para combinar a pronúncia.  Por exemplo, Holofernes insiste que todos devem pronunciar o B não-histórico em palavras como doubt e debt.

### Século XIX
| |  |                                                                           |
| An 1879 bulletin by the US Spelling Reform Association, written mostly using reformed spellings (click to enlarge). |  | An 1880 bulletin, written wholly in reformed spelling (click to enlarge). |

 O segundo período começou no século XIX e parece coincidir com o desenvolvimento da fonética como ciência.  Em 1806, Noah Webster publicou seu primeiro dicionário, Um Compêndio Dicionário da Língua Inglesa. Incluiu um ensaio sobre as esquisitices da ortografia moderna e suas propostas de reforma. Muitas das grafias que ele usou, como color e center, se tornariam marcas do inglês americano. Em 1807, Webster começou a compilar um dicionário expandido.  Foi publicado em 1828 como An American Dictionary of the English Language.  Embora tenha atraído alguns protestos, as grafias reformadas foram gradualmente adotadas nos Estados Unidos.
Em 1837, Isaac Pitman publicou seu sistema de taquigrafia fonética, enquanto em 1848 Alexander John Ellis publicou A Plea for Phonetic Spelling (Um Apelo para Ortografia Fonética). Estas foram propostas para um novo alfabeto fonético.  Embora sem sucesso, atraíram grande interesse.
Na década de 1870, as sociedades filológicas da Grã-Bretanha e da América decidiram considerar o assunto.  Depois da "International Convention for the Amendment of English Orthography" ("Convenção Internacional para a Emenda da Ortografia Inglesa") que foi realizada na Filadélfia em agosto de 1876, foram fundadas sociedades como a English Spelling Reform Association (Associação Britânica de Reforma Ortográfica) e a American Spelling Reform Association (Associação Americana de Reforma Ortográfica).  Naquele ano, a American Philological Society adotou uma lista de onze grafias reformadas para uso imediato.  Estes eram are→ar, give→giv, have→hav, live→liv, though→tho, through→thru, guard→gard, catalogue→catalog, (in)definite→(in)definit, wished→wisht .  Um importante jornal americano que começou a usar grafias reformadas foi o Chicago Tribune , cujo editor e proprietário, Joseph Medill, estava no Conselho da Spelling Reform Association.  Em 1883, a American Philological Society e a American Philological Association trabalharam juntas para produzir 24 regras de reforma ortográfica, que foram publicadas naquele ano.  Em 1898, a American National Education Association adotou sua própria lista de 12 palavras para ser usada em todos os escritos: tho, altho, thoro, thorofare, thru, thruout, catalog, decalog, demagog, pedagog, prolog, program.

### Século XX em diante

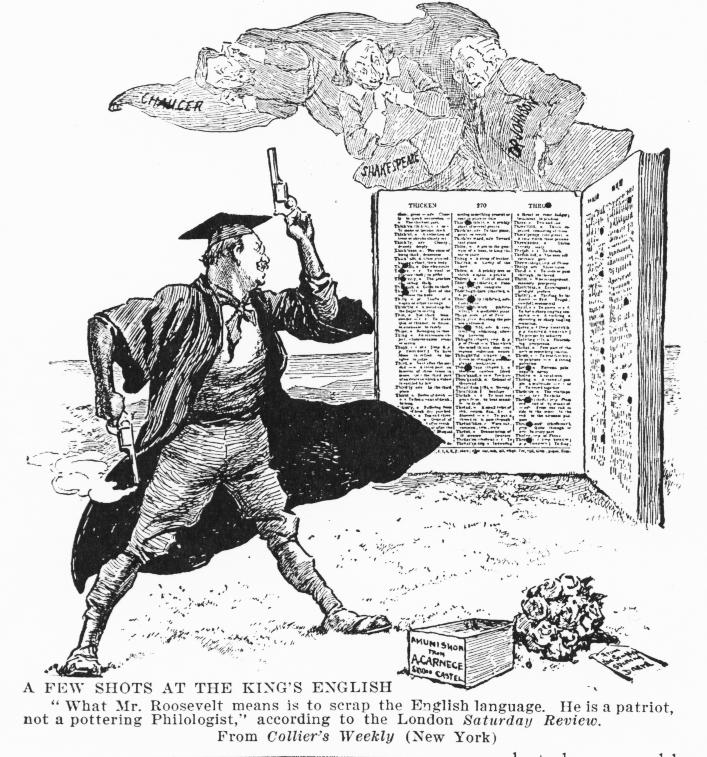
O presidente Theodore Roosevelt foi criticado por apoiar a campanha de ortografia simplificada de Andrew Carnegie em 1906

O Conselho Ortográfico Simplificado (SSB, sigla em inglês) foi fundado nos Estados Unidos em 1906.  Os 30 membros originais do SSB eram compostos por autores, professores e editores de dicionários.  Andrew Carnegie , um membro fundador, apoiou o SSB com legados anuais de mais de US$ 300.000.  Em abril de 1906, publicou uma lista de 300 palavras, que incluiu 157 grafias que já estavam em uso comum no inglês americano.  Em agosto de 1906, a lista de palavras do SSB foi adotada por Theodore Roosevelt , que ordenou que o Escritório de Impressão do Governo começasse a usá-las imediatamente.  No entanto, em dezembro de 1906, o Congresso dos EUA aprovou uma resolução e as antigas grafias foram reintroduzidas.  No entanto, algumas das grafias sobreviveram e são comumente usadas atualmente no inglês americano, como anaemia/anæmia→anemia and mould→mold.  Outros, como mixed→mixt and scythe→sithe, não sobreviveram.  Em 1920, o SSB publicou seu Handbook of Simplified Spelling , que estabeleceu mais de 25 regras de reforma ortográfica.  O manual observou que cada ortografia reformada agora em uso geral era originalmente o ato declarado de um escritor solitário, que foi seguido inicialmente por uma pequena minoria.  Assim, encorajou as pessoas a "apontar o caminho" e "dar o exemplo" usando as grafias reformuladas sempre que podiam.  No entanto, com sua principal fonte de recursos cortada, o SSB se desfez no final daquele ano.
Na Grã-Bretanha, a causa da reforma ortográfica foi promovida a partir de 1908 pela Simplified Spelling Society e atraiu vários defensores proeminentes.  Um deles foi George Bernard Shaw (autor de Pigmalião ) e grande parte de sua considerável vontade foi deixada para a causa.  Entre os membros da sociedade, as condições de sua vontade deram origem a grandes divergências, o que dificultou o desenvolvimento de um novo sistema único.
Entre 1934 e 1975, o Chicago Tribune, então o maior jornal de Chicago , usou várias grafias reformadas.  Durante um período de dois meses em 1934, introduziu 80 palavras respaldadas, incluindo tho, thru, thoro, agast, burocrat, frate, harth, herse, iland, rime, staf and telegraf.  Um editorial de março de 1934 informou que dois terços dos leitores preferiam as grafias reformadas.  Outro afirmou que "preconceito e competição" estava impedindo os criadores de dicionários de listar tais grafias.  Nos próximos 40 anos, no entanto, o jornal gradualmente retirou as palavras respaldadas.  Até a década de 1950, os dicionários do Funk & Wagnalls listavam muitas grafias reformadas, incluindo as 300 do SSB, ao lado das grafias convencionais.
Em 1949, o deputado Mont Follick do Partido Trabalhista, apresentou um projeto de Lei de um membro privado na Câmara dos Comuns, que falhou na segunda leitura.  Em 1953, ele novamente teve a oportunidade, e desta vez passou a segunda leitura por 65 votos a 53.  Por causa da oposição antecipada da Câmara dos Lordes, o projeto de Lei foi retirado após as garantias do Ministro da Educação de que a pesquisa seria realizada para melhorar a educação ortográfica.  Em 1961, isso levou ao Initial Teaching Alphabet de James Pitman, introduzido em muitas escolas britânicas, na tentativa de melhorar a alfabetização infantil.  Embora tenha conseguido em seus próprios termos, as vantagens foram perdidas quando as crianças foram transferidas para ortografia convencional.  Após várias décadas, o experimento foi descontinuado.
Em seu livro de 1969 Spelling Reform: A New Approach, o linguista australiano Harry Lindgren propôs uma reforma passo a passo.  O primeiro, Spell Reform step 1 (SR1), pediu o som curto /ɛ/ (como em bet) para sempre ser escrito com <e> (por exemplo friend → frend, head → hed).  Esta reforma teve alguma popularidade na Austrália.
Em 2013, o professor de inglês da Universidade de Oxford, Simon Horobin, propôs que a variedade na ortografia fosse aceitável.  Por exemplo, ele acredita que não importa se palavras como "accommodate" e "tomorrow" são escritas com letras duplas.  Note que esta proposta não se encaixa na definição de reforma ortográfica usada, por exemplo, no Dicionário Random House.

## Argumentos para a reforma
Argumenta-se que a reforma ortográfica tornaria mais fácil aprender a ler (decodificar), soletrar e pronunciar, tornando-a mais útil para a comunicação internacional, reduzindo orçamentos educacionais (reduzindo professores alfabetizados, custos de remediação e programas de alfabetização) e/ou capacitar professores e alunos a dedicar mais tempo a assuntos mais importantes ou a expandir assuntos.
Os defensores observam que as reformas ortográficas já ocorreram, apenas lentamente e muitas vezes não de forma organizada.  Há muitas palavras que foram soletradas não-foneticamente, mas foram reformadas.  Por exemplo, music foi escrita com musick até a década de 1880, e fantasy foi escrita como phantasy até a década de 1920.  Por um tempo, quase todas as palavras com o fim -or (como error), era escrita -our (errour), e quase todas as palavras terminando com o -er  (como member) no passado foi escrito com -re (membre).  Na ortografia americana, a maioria deles usa agora -or e -er , mas na ortografia britânica, apenas alguns foram reformados.
Nos últimos 250 anos, desde que Samuel Johnson prescreveu como as palavras deveriam ser escritas, as pronúncias de centenas de milhares de palavras (como extrapoladas da pesquisa de 7000 palavras comuns de Masha Bells) mudaram gradualmente, e o princípio alfabético que está por trás do inglês (e todas as outras línguas escritas alfabeticamente) foi gradualmente corrompida.  Os defensores argumentam que, se quisermos manter a ortografia do inglês regular, a ortografia precisará ser corrigida para levar em conta as alterações.

### Ambiguidade
Ao contrário de muitas outras linguagens, a ortografia em inglês nunca foi sistematicamente atualizada e, portanto, hoje, em parte, apenas se aplica ao princípio alfabético.  Como resultado, a ortografia em inglês é um sistema de regras fracas, com muitas exceções e ambiguidades .
A maioria dos fonemas em inglês pode ser escrita de mais de uma maneira.  Por exemplo, as palavras de fear e peer contêm o mesmo som em diferentes grafias.  Da mesma forma, muitos grafemas em Inglês ter várias pronúncias e decodificações, como ough em palavras como through, though, thought, thorough, tough, trough, plough e cough.  Existem 13 maneiras de soletrar o schwa (o mais comum de todos os fonemas em inglês), 12 maneiras de soletrar /ei/ e 11 maneiras de soletrar /ɛ/.  Esses tipos de incoerências podem ser encontrados em todo o léxico do inglês e até variam entre os dialetos.  Masha Bell analisou 7000 palavras comuns e descobriu que cerca de 1/2 causam dificuldades de ortografia e pronúncia e cerca de 1/3, dificuldades de decodificação.
Tal ambiguidade é particularmente problemática no caso de heterônimos (homógrafos com diferentes pronúncias que variam de acordo com o significado), como bow, desert, live, read, tear, wind e wound.  Ao ler tais palavras, é preciso considerar o contexto em que elas são usadas, e isso aumenta a dificuldade de aprender a ler e pronunciar inglês.
Uma relação mais próxima entre fonemas e grafias eliminaria muitas exceções e ambiguidades e tornaria a linguagem mais fácil e rápida de dominar.

### Desfazendo o dano

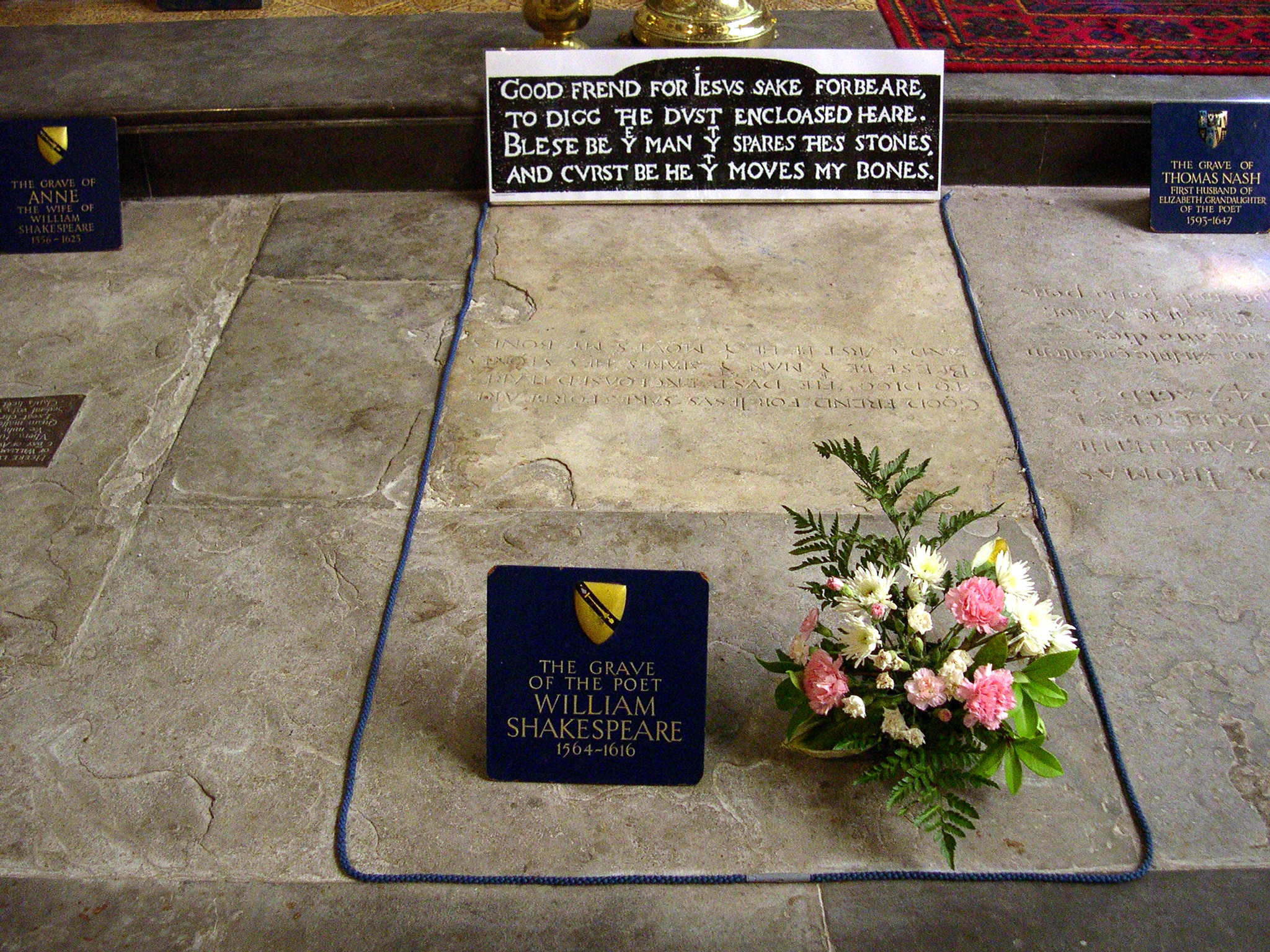
O epitáfio no túmulo de William Shakespeare soletra amigo como frend.

Algumas grafias simplificadas propostas já existem como grafias padrão ou variantes na literatura antiga.  Como observado antigamente, no século XVI, alguns estudiosos da literatura grega e latina tentaram fazer com que as palavras em inglês parecessem mais com suas contrapartes greco-latinas, às vezes até erroneamente.  Eles fizeram isso adicionando letras silenciosas, então det tornou debt, dout se tornou doubt, sithe tornou-se scythe, iland se tornou island, ake se tornou ache, e assim por diante.  Alguns reformadores ortográficos propõem desfazer essas mudanças.  Outros exemplos de grafias mais velhas que são mais fonéticas incluem frend para o friend (como no túmulo de Shakespeare), agenst para against, yeeld para o yield, bild para build, cort para court, sted para stead, delite para delight, entise para entice, gost de ghost, harth para hearth, rime para rhyme, soma para some, tung para tongue, e muitos outros.  Também já foi comum usar -t para o ed final onde é pronunciado como tal (por exemplo dropt para dropped).  Alguns dos escritores e poetas mais célebres da língua inglesa usaram essas grafias e outras propostas pelos reformistas ortográficos de hoje. Edmund Spenser, por exemplo, usou grafias como rize, wize e advize em seu famoso poema The Faerie Queene, publicado na década de 1590.
Muitas palavras em inglês baseiam-se em modificações francesas (por exemplo, colour e analogue), embora sejam do latim ou do grego.

### Letras redundantes
O alfabeto inglês tem várias letras cujos sons característicos já estão representados em outras partes do alfabeto.  Estes incluem X , que pode ser percebido como "ks", "gz" ou z ; G macio, que pode ser realizado como J ; C duro, que pode ser realizado como K ; C suave, que pode ser realizado como S ; e Q ("qu"), que pode ser percebido como "kw" (ou, simplesmente, K em alguns casos).  No entanto, essas grafias geralmente são retidas para refletir suas raízes frequentemente latinas.

## Obstáculos e críticas
Existem várias barreiras no desenvolvimento e implementação de uma ortografia reformada para o inglês:
- A resistência pública à reforma ortográfica tem sido consistentemente forte, pelo menos desde o início do século XIX, quando a ortografia foi codificada pelos influentes dicionários ingleses de Samuel Johnson (1755) e Noah Webster (1806).
- O vocabulário em inglês é principalmente uma fusão de palavras germânicas, francesas, latinas e gregas, que têm fonemas e abordagens muito diferentes à ortografia.  Algumas propostas de reforma tendem a favorecer uma abordagem sobre a outra, resultando em uma grande porcentagem de palavras que precisam mudar a ortografia para se adequar ao novo esquema.
- Algumas inflexões são pronunciadas diferentemente em palavras diferentes.  Por exemplo, plural -s e possessive- s são pronunciados diferentemente em cat (') s (/s/) e dog (') s ( /z/ ).  O manuseio dessa dificuldade em particular distingue propostas morfêmicas, que tendem a soletrar as mesmas terminações flexionais, a partir de propostas fonêmicas que soletram os finais de acordo com sua pronúncia.  Esses finais representam poucos problemas na compreensão do conteúdo (decodificação e alfabetização).  Essas diferenças na pronúncia são fonéticas de voz baseadas em regras.
- O inglês é o único dos dez principais idiomas que não tem um órgão regulador mundial com o poder de promulgar alterações ortográficas.
- As grafias de algumas palavras - como língua e estômago - são tão indiferentes à sua pronúncia que alterar a ortografia alteraria visivelmente a forma da palavra.  Da mesma forma, a ortografia irregular de palavras muito comuns, como é, são, têm, feito e torna difícil para corrigi-los sem a introdução de uma mudança perceptível para a aparência do texto Inglês.  Isso criaria problemas de aceitação.
- A reforma ortográfica fonética poderia resultar em uma infinidade de diferentes versões do inglês escrito, em grande parte ininteligíveis em diferentes grupos de sotaque.  Os escritores escoceses podem não ser lidos pelos índios.  Americanos iria escrever whut e britânicos wot para a mesma palavra.
- A reforma ortográfica pode dificultar a compreensão e a leitura de escritos pré-reformistas em sua forma original, muitas vezes necessitando de transcrição e republicação.  Mesmo hoje, poucas pessoas escolhem ler literatura antiga nas grafias originais, já que a maioria foi republicada em grafias modernas.[15]

### Escrever transmite significado, não fonemas
A principal crítica de muitas propostas de reforma puramente fonêmicas é que a linguagem escrita não é um análogo puramente fonêmico da palavra falada.  Embora os reformadores possam argumentar que as unidades de entendimento são fonemas, os críticos argumentam que as unidades básicas são palavras.  Algumas das propostas de reforma de ortografia mais fonêmicos pode re-soletrar palavras intimamente relacionados menos parecidos do que eles estão escritas agora, como electric, electricity e electrician, ou (com uma completa reforma vogal) photo, photograph e photography.  Esse argumento aplica-se ainda mais fortemente a palavras técnicas que aparecem com maior frequência na escrita do que na fala e em palavras que são semelhantes ou idênticas às palavras correspondentes em outros idiomas.
No entanto, existem muitas palavras no léxico atual que não são semanticamente relacionadas, mas parecem relacionadas com base em sua ortografia.  Alterar a grafia dessas palavras poderia evitar confusão de are e area, rein e reinvent, ampersand e ampere, caterpillar e cater, ready e readjust, man e many, now e nowhere etc.  Falsos positivos ocorrerão independentemente do sistema utilizado.

### Cognata em outros idiomas
O inglês é uma língua germânica ocidental que emprestou muitas palavras de idiomas não germânicos, e a grafia de uma palavra geralmente reflete sua origem.  Isso às vezes dá uma pista sobre o significado da palavra.  Mesmo que sua pronúncia tenha se desviado da pronúncia original, a grafia é um registro do fonema.  O mesmo vale para palavras de origem germânica cuja atual grafia ainda se assemelha aos seus cognatos em outras línguas germânicas.  Exemplos incluem light, alemão Licht; knight, alemão Knecht; ocean, francês océan ; occasion, francês occasion.  Os críticos argumentam que reescrever tais palavras poderia esconder esses links.
Os reformadores ortográficos argumentam que, embora alguns desses elos possam estar ocultos por uma reforma, outros se tornariam mais perceptíveis.  Por exemplo, a proposta de Axel Wijk de 1959, o inglês regularizado(en:Regularized Inglish), propunha mudar a height(altura) para a hight(altura), o que a ligaria mais de perto à palavra relacionada high(alta) .
Em alguns casos, a ortografia inglesa de palavras estrangeiras divergiu das grafias atuais dessas palavras nas línguas originais, como a ortografia do connoisseur que agora é soletrado connaisseur em francês após uma reforma de ortografia em francês no século XIX.
As ortografias de outros idiomas não dão atenção especial à preservação de links semelhantes a termos de empréstimo.  Inglês loanwords em outras línguas são comumente assimilados às convenções ortográficas dessas línguas e, portanto, essas palavras têm uma variedade de grafias que são por vezes difíceis de reconhecer como palavras em inglês.

### Diferenças de sotaque
Outra crítica é que uma reforma pode favorecer um dialeto ou pronúncia sobre os outros, criando uma linguagem padrão .  Algumas palavras têm mais de uma pronúncia aceitável, independentemente do dialeto (por exemplo, econômico, também ).  Algumas distinções em sotaques regionais ainda são marcadas na ortografia.  Exemplos incluem a distinção de vogais que são mantidas em inglês irlandês e escocês ou a distinção entre alguns ditongos que é mantida em alguns dialetos regionais na Inglaterra e no País de Gales.
Os reformadores apontam que os alunos aprendem sotaques antes de verem qualquer ortografia.  Ao longo da vida, os alunos têm uma tendência natural para adquirir e usar o sotaque que ouvem ao seu redor.  Mais tarde, quando os alunos aprendem a ler, eles usam e atribuem naturalmente os alofones ou sotaques corretos que aprenderam aos fonemas ou palavras certos, como está acontecendo atualmente e há séculos, com um sistema ortográfico que é fonemicamente mais preciso ou não. Muito de.  Além disso, os acentos dialetais existem em línguas cuja grafia é chamada fonêmica, como o espanhol.  Se uma reforma vier a acontecer, os alunos usarão o acento correto para as letras certas ou combinações de letras (palavras), se a grafia é fonêmica ou não.  Uma reforma simplesmente tornará o jogo mais intuitivo, possivelmente mais regular ou sistemático do que é atualmente o caso.  Uma reforma ortográfica afetaria apenas a forma como soletram as palavras e não como as dizemos .  Depois de uma reforma, o inglês ainda permitiria múltiplas pronúncias de uma ortografia padrão, como é atualmente o caso, sem ninguém lutando para usar a pronúncia correta para uma ortografia ambígua.  Alguns reformadores também sugerem que uma reforma poderia tornar a ortografia mais inclusiva dos dialetos regionais, permitindo mais grafias para tais palavras.  Finalmente, outros reformadores analisariam a distribuição de todos esses fonemas dialetais e usariam um diafonema ou um algoritmo para criar um sistema unificado que tentaria criar um sistema que tivesse algumas características de alguns dialetos.

### Falsos amigos
Algumas propostas de reforma tentam fazer muitas alterações ortográficas de uma só vez e não permitem nenhum período de transição em que as grafias antigas e as novas possam estar em uso juntas.  O problema é uma sobreposição de palavras, em que uma palavra em particular poderia ser uma ortografia não reformada de uma palavra ou uma ortografia reformada de outra, semelhante a falsas amigas ao aprender uma língua estrangeira.
Por exemplo, uma reforma poderia re-significar wonder(maravilha) como wunder e wander(passear) como wonder(maravilha).  No entanto, ambos não podem ser feitos imediatamente porque isso causa ambiguidade.  Durante qualquer período de transição, é de admirar a ortografia não remasterizada da wonder(maravilha) ou a ortografia reformada da viagem ?  Isso poderia ser resolvido usando o antigo wander com o novo wunder .  Outras cadeias similares de palavras são device(dispositivo) → devise(conceber) → * devize , warm(quente) → worm(verme) → * wurm e rice(arroz) → rise(subir) → * rize .

## Propostas de reforma ortográfica
A maioria das reformas ortográficas tenta melhorar a representação fonêmica, mas algumas tentam soletrar fonético genuinamente, geralmente mudando o alfabeto básico do inglês ou criando um novo.  Todas as reformas ortográficas visam maior regularidade na ortografia.

### Usando o alfabeto inglês básico
- Cortar ortografia
- Acelerar a aprendizagem
- Manual de Ortografia Simplificada
- SoundSpel (en:SoundSpel)
- Reforma ortográfica 1 (en:SR1)
- Inglês Regularizado de Wijk
- Traditional Spelling Revised

### Estendendo ou substituindo o alfabeto inglês básico

Wikipedia: a enciclopédia livre escrita no alfabeto Deseret

Estas propostas procuram eliminar o uso extensivo de dígrafos (como "ch", "gh", "kn-", "-ng", "ph", "qu", "sh", sonoro e sem voz "th", e "wh-") introduzindo novas letras e / ou diacríticos .  Cada letra representaria um único som.  Em um dígrafo, as duas letras representam não seus sons individuais, mas sim um som totalmente diferente e discreto, que pode prolongar as palavras e levar a contratempos na pronúncia.
As propostas notáveis incluem:
- Alfabeto fonético de Benjamin Franklin
- Alfabeto Deseret
- Interspel
- Alfabeto de Shavian (versão revisada: Quikscript )
- SaypU (Ortografia como você pronuncia Universal)
- Método Simpel-Fonetik de Escrita

## Defensores históricos e contemporâneos da reforma
Um número de pessoas respeitadas e influentes têm sido defensores ativos da reforma ortográfica.
- Orm/Orrmin, 12th century Augustine canon monk and eponymous author of the Ormulum, in which he stated that, since he dislikes the way that people are mispronouncing English, he will spell words exactly as they are pronounced, and describes a system whereby vowel length and value are indicated unambiguously. He distinguished short vowels from long by doubling the following consonants, or, where this is not feasible, by marking the short vowels with a superimposed breve accent.
- Thomas Smith, a Secretary of State to Queen Elizabeth I, who published his proposal De recta et emendata linguæ angliæ scriptione in 1568.[5]
- William Bullokar was a schoolmaster who published his book English Grammar in 1586, an early book on that topic. He published his proposal Booke at large for the Amendment of English Orthographie in 1580.[5]
- John Milton, poet.[29]
- John Wilkins, founder member and first secretary of the Royal Society, early proponent of decimalisation and a brother-in-law to Oliver Cromwell.
- Charles Butler, British naturalist and author of the first natural history of bees: Đe Feminin' Monarķi', 1634. He proposed that 'men should write altogeđer according to đe sound now generally received,' and espoused a system in which the h in digraphs was replaced with bars.
- James Howell was a documented, successful (if modest) spelling reformer, recommending, in his Grammar of 1662, minor spelling changes, such as 'logique' to 'logic', 'warre' to 'war', 'sinne' to 'sin', 'toune' to 'town' and 'tru' to 'true',[5] many of which are now in general use.
- Benjamin Franklin, American innovator and revolutionary, added letters to the Roman alphabet for his own personal solution to the problem of English spelling.
- Samuel Johnson, poet, wit, essayist, biographer, critic and eccentric, broadly credited with the standardisation of English spelling into its pre-current form in his Dictionary of the English Language (1755).
- Noah Webster, author of the first important American dictionary, believed that Americans should adopt simpler spellings where available and recommended it in his 1806 A Compendious Dictionary of the English Language.
- Charles Dickens
- Isaac Pitman developed the most widely used system of shorthand, known now as Pitman Shorthand, first proposed in Stenographic Soundhand (1837).
- U.S. President Theodore Roosevelt commissioned a committee, the Columbia Spelling Board, to research and recommend simpler spellings and tried to require the U.S. government to adopt them;[30] however, his approach, to assume popular support by executive order,[30] rather than to garner it, was a likely factor in the limited change of the time.[31][32]
- Alfred Tennyson, 1st Baron Tennyson was a vice-president of the English Spelling Reform Association, precursor to the (Simplified) Spelling Society.
- Charles Darwin FRS, originator of the Theory of Evolution by Natural Selection, was also a vice-president of the English Spelling Reform Association, his involvement in the subject continued by his physicist grandson of the same name.
- John Lubbock, 1st Baron Avebury, close friend, neighbour and colleague of Charles Darwin, also involved in the Spelling Reform Association.
- H.G. Wells, science fiction writer and one-time Vice President of the London-based Simplified Spelling Society.
- Andrew Carnegie, celebrated philanthropist, donated to spelling reform societies on the US and Britain, and funded the Simplified Spelling Board.
- Daniel Jones, phonetician. professor of phonetics at University College London.
- George Bernard Shaw, playwright, willed part of his estate to fund the creation of a new alphabet now called the "Shavian alphabet".
- Mark Twain, a founding member of the Simplified Spelling Board.
- Robert Baden-Powell, 1st Baron Baden-Powell
- Upton Sinclair
- Melvil Dewey, inventor of the Dewey Decimal System, wrote published works in simplified spellings and even simplified his own name from Melville to Melvil.
- Israel Gollancz
- James Pitman, a publisher and Conservative Member of Parliament, grandson of Isaac Pitman, invented the Initial Teaching Alphabet.
- Charles Galton Darwin, KBE, MC, FRS, grandson of Charles Darwin and director of Britain's National Physical Laboratory (NPL) in World War II, was also a wartime vice-president of the Simplified Spelling Society.
- Mont Follick, Labour Member of Parliament, linguist (multi-lingual) and author who preceded Pitman in drawing the English spelling reform issue to the attention of Parliament. Favoured replacing w and y with u and i.
- Isaac Asimov[33]
- HRH Prince Philip, Duke of Edinburgh, one-time Patron of the Simplified Spelling Society. Stated that spelling reform should start outside of the UK, and that the lack of progress originates in the discord amongst reformers. However, his abandonment of the cause was coincident with literacy being no longer an issue for his own children, and his less than lukewarm involvement may have ended as a result of the Society's rejection of attempts to 'pull strings' behind the scenes.[carece de fontes?]
- Robert R. McCormick (1880–1955), publisher of the Chicago Tribune, employed reformed spelling in his newspaper. The Tribune used simplified versions of some words, such as "altho" for "although".
- Edward Rondthaler (1905–2009), commercial actor, chairman of the American Literacy Council and vice-president of the Spelling Society.
- John C. Wells, London-based phonetician, Esperanto teacher and former professor of phonetics at University College London: past President of The English Spelling Society.
- Valerie Yule, a fellow of the Galton Institute, Vice-president of The English Spelling Society and founder of the Australian Centre for Social Innovations.
- Doug Everingham, doctor, former Australian Labor politician, health minister in the Whitlam government, and author of Chemical Shorthand for Organic Formulae (1943), and a proponent of the proposed SR1, which he used in ministerial correspondence.
- Allan Kiisk, professor of engineering, linguist (multi-lingual), author of Simple Phonetic English Spelling (2013) and Simpel-Fonetik Dictionary for International Version of Writing in English (2012).[34]
- Anatoly Liberman, professor in the Department of German, Scandinavian and Dutch at the University of Minnesota advocates spelling reforms at his weekly column on word origins at the Oxford University Press blog.[35] Current President of the English Spelling Society.[36]
- Masha Bell, writer and independent literacy researcher, retired teacher of English and modern languages.